# والتر لانج
والتر لانج (بالألمانية: Walter Lange)‏ هو جندي وطبيب أسنان ألماني، ولد في 14 يوليو 1898 في برلين في ألمانيا، وتوفي في 30 أكتوبر 1982 في أوسنابروك في ألمانيا.